# Сибу (область)
Сибу (малайск. Sibu) — одна из областей в составе малайзийского штата Саравак на острове Калимантан.

## География
Область расположена в центральной части штата, и занимает 8 278,3 км².

## Население
В 2010 году в области Сибу проживало 293 514 человек. Большинство жителей области Сибу — меланау, ибаны, китайцы и малайцы.

## Административное деление
Область Сибу делится на три округа:
- Сибу
- Кановит
- Селангау

## Экономика
Основой экономики области являются лесозаготовки и сельское хозяйство.